# Tender Is the Night

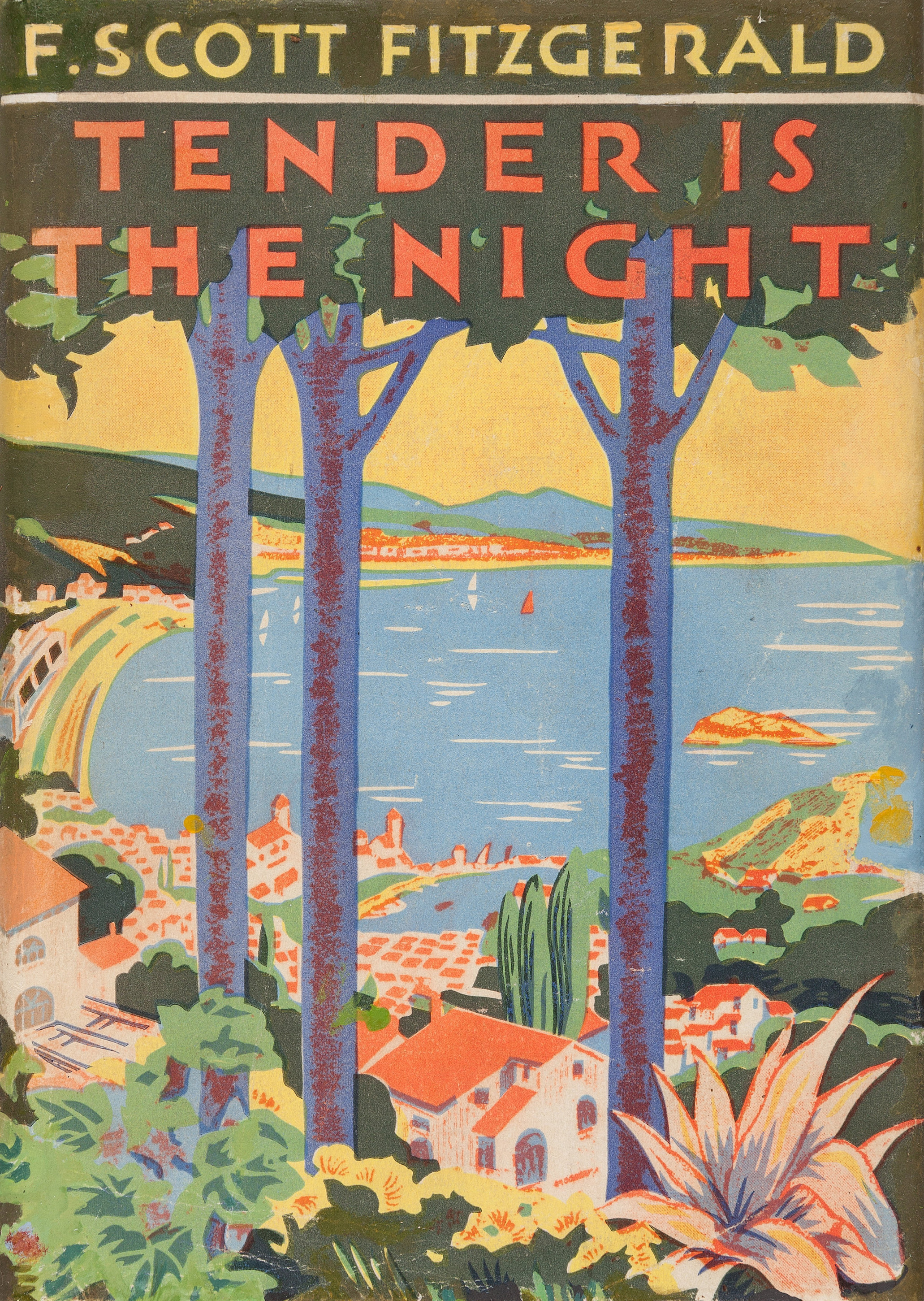
Capa da primeira edição

Tender Is the Night (Suave é a noite, no Brasil, e Terna é a noite, em Portugal) é um romance do escritor norte-americano F. Scott Fitzgerald. Foi seu quarto e último romance completo, e foi o primeiro a ser publicado pela Scribner's Magazine entre janeiro e abril de 1934, em quarto partes. O título foi retirado do poema "Ode a um Rouxinol", de John Keats.
Em 1932, a esposa de Fitzgerald, Zelda Fitzgerald foi hospitalizada com esquizofrenia em Baltimore, Maryland. O autor alugou a propriedade de "la Paix" no subúrbio de Towson para trabalhar neste livro, que narra a trágica história de Dick Diver, um jovem e brilhante psiquiatra, cuja carreira é interrompida ao casar-se com a rica Nicole Warren, uma de suas pacientes. Era o primeiro livro de Fitzgerald em nove anos, e o último que ele terminaria. Enquanto trabalhava no manuscrito, ele ficou várias vezes sem dinheiro e teve que realizar empréstimos com seu editor e agente, além de escrever crônicas para revistas comerciais. O início da década de 30, quando Fitzgerald concebeu e começou a trabalhar no manuscrito, foram certamente os anos mais difíceis de sua vida e, consequentemente, o romance possui seus elementos sombrios.
Duas versões do romance estão em circulação. A primeira, publicada em 1934, usa flashbacks enquanto a segunda versão, foi revisada pelo amigo de Fitzgerald e notório crítico Malcolm Cowley, baseando-se nas referências para uma revisão deixadas por Fitzgerald, ordenando a obra de maneira cronológica; esta versão foi primeiramente publicada postumamente em 1951. Críticos sugeriram que a revisão de Cowley foi realizada devido a comentários negativos quanto a estrutura temporal do livro em sua primeira versão.
Em 1998, a Modern Library classificou Tender is the Night como 28o. em sua lista de 100 melhores romances da língua inglesa do século 20.

## Enredo
Dick e Nicole Diver são um casal glamouroso que mora em uma villa no sul da França e cercam-se em um círculo de amigos, principalmente americanos. Também no resort está Rosemary Hoyt, uma jovem atriz, e sua mãe. Rosemary é sugada para dentro do círculo dos Divers; ela se apaixona por Dick e também se torna amiga próxima de Nicole. Dick primeiramente brinca com a ideia de um caso com Rosemary neste ponto, porém apenas é finalmente consumado anos depois.
Contudo, Rosemary pressente que há algo errado com o casal, o que é trazido à tona quando um dos convidados de uma festa relata ter testemunhado algo estranho no banheiro. Tommy Barban, outro convidado, intervém lealmente em defesa aos Divers. A ação envolve muitos outros amigos, incluindo os Norths, na qual uma frequência ocorrência é o comportamento alcoólico de Abe North. A estória começa a se complicar quando o negro Jules Peterson é assassino e acaba na cama de Rosemary, em uma situação que poderia destruir a carreira da jovem atriz. Dick remove o cadáver para encobrir qualquer relação implícita entre Rosemary e Peterson.
Uma vez no livro, surge a história dos Divers. Dick era um psiquiatra brilhante que havia aceitado um caso complicado de neuroses. Era Nicole, cuja complicada e incestuosa relação com o pai sugere ser a causa de sua moléstia. Como ela se apaixona por Dick, ele é quase obrigado a casar-se com ela, como parte da cura. Nicole, porém, é extremamente rica e, por isso, a sua irmã mais velha, Baby Warren, pensa que Dick aceita casar-se por causa do dinheiro. Eles realmente se casam, e o dinheiro Warren paga a sociedade de Dick em uma clínica suíça e pelo estilo de vida extravagante dos Divers.
Entretanto, Dick desenvolve gradualmente uma problema com a bebida. Ele entre em brigas e envolve-se com a polícia em inúmeros incidentes e sua sociedade na clínica é comprada de volta por seu parceiro. O episódio de estreia no livro quase marca a reviravolta que torna Dick o parceiro mais fraco, falhando progressivamente no que ele almeja, enquanto Nicole se fortalece perante a ele. O comportamento de Dick torna-se embaraçoso uma vez que ele destrata parentes e amigos. Eventualmente, Nicole tem um caso com Tommy Barban, e se divorcia de Dick para casar-se com o amante. Nicole sobrevive, enquanto Dick deriva em circunstâncias ainda degradantes. O tema subjacente, então, é como uma pessoa se torna forte por destruir outra - um ponto enfatizado cinicamente por Baby Warren que, vendo primeiramente Dick como um parasita, enfim observa que "foi para isso que ele foi educado."

## Composição
Fitzgerald começou a trabalhar em um novo romance quase imediatamente depois da publicação de O Grande Gatsby, em abril de 1925. Seu plano original era contar a história de Francis Melarkey, um jovem técnico de Hollywood viajando pela Riviera Francesa na companhia de sua mãe dominadora. Francis acaba incluído em um grupo de ricos, brilhantes e encantadores expatriados americanos (baseados em Gerald e Sara Murphy, para quem é dedicado o livro, e alguns de seus amigos). Ele gradualmente se transforma e, em última análise, assassina a mãe. A intenção original de Fitzgerald era titular a nome "World's Fair" (Justiça do Mundo), mas também considerou "Our Type" (Nosso Tipo) e "The Boy Who Killed His Mother" (O Rapaz Que Assassinou a Mãe). Os personagens baseados nos Murphys foram primeiro chamados Seth e Dinah Piper, e Francis apaixonaria-se por Dinah; um evento que iria precipitar sua degradação.
Fitzgerald escreveu vários capítulos para esta versão do romance em 1925 e 1926, mas foi incapaz de terminá-lo. Aproximadamente tudo o que ele havia escrito fez parte da obra final, mas de modo alterado. A chegada de Francis na Riviera com sua mãe, e sua introdução ao mundo dos Pipers, foi eventualmente modificada para a chegada de Rosemary Hoyt com sua mãe, e a sua introdução ao mundo de Dick e Nicole Diver. Personagens criadas nessa versão anterior sobreviveram ao romance final, particularmente Abe e Mary North (originalmente Grant) e os McKiscos. Diversos incidentes, como a chegada de Rosemary e as primeiras cenas na praia, a visita ao estúdio de cinema em Riviera, e o jantar na Villa Diana, apareceram na versão original, mas com Francis no papel de intruso que seria mais tarde representado por Rosemary. A sequência na qual um Dick bêbado apanha de polícias em Roma foi escrita também para a primeira versão, mas com Francis como a vítima; isso foi baseado em um acontecimento real com o próprio Fitzgerald em Roma, 1924.